# تاونجی
تاونجی (به لاتین: Taunggyi) یک شهر در میانمار است که در ایالت شان واقع شده‌است. تانجی ۳۸۱٬۶۳۹ نفر جمعیت دارد و ۱٬۴۰۰ متر بالاتر از سطح دریا واقع شده‌است.

## نگارخانه

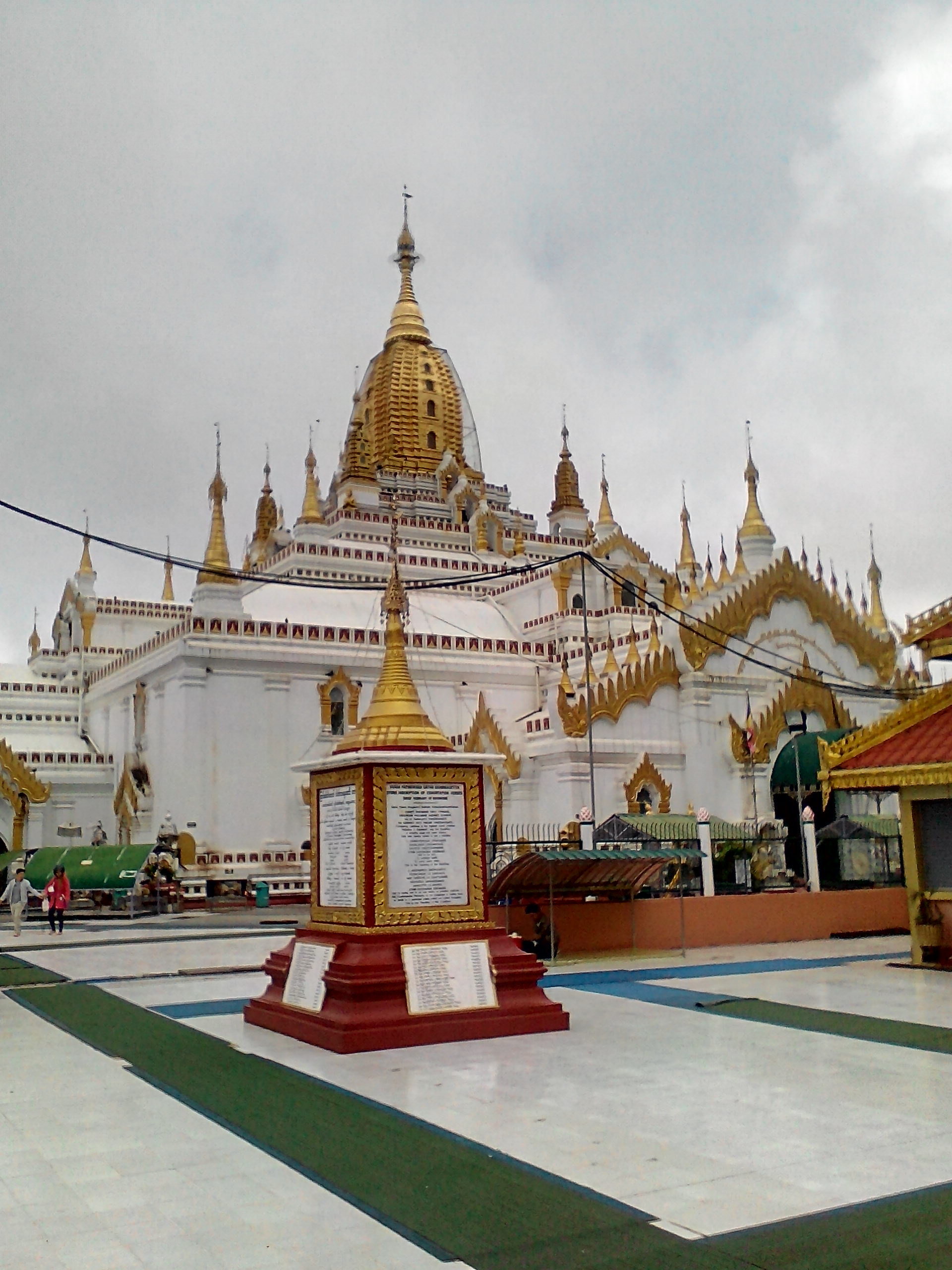
Taunggyi Sulamuni Pagoda
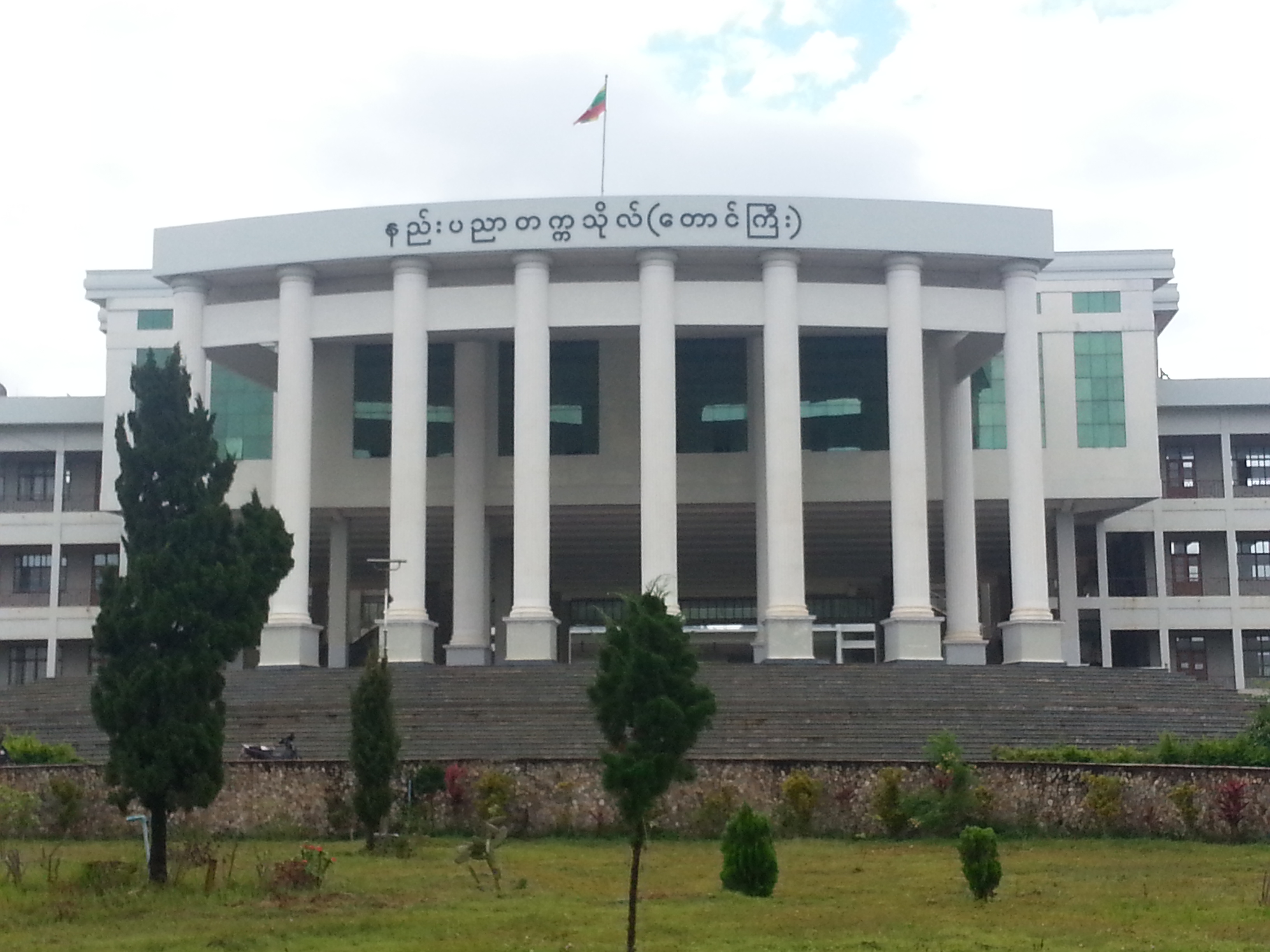
Technological University Taunggyi
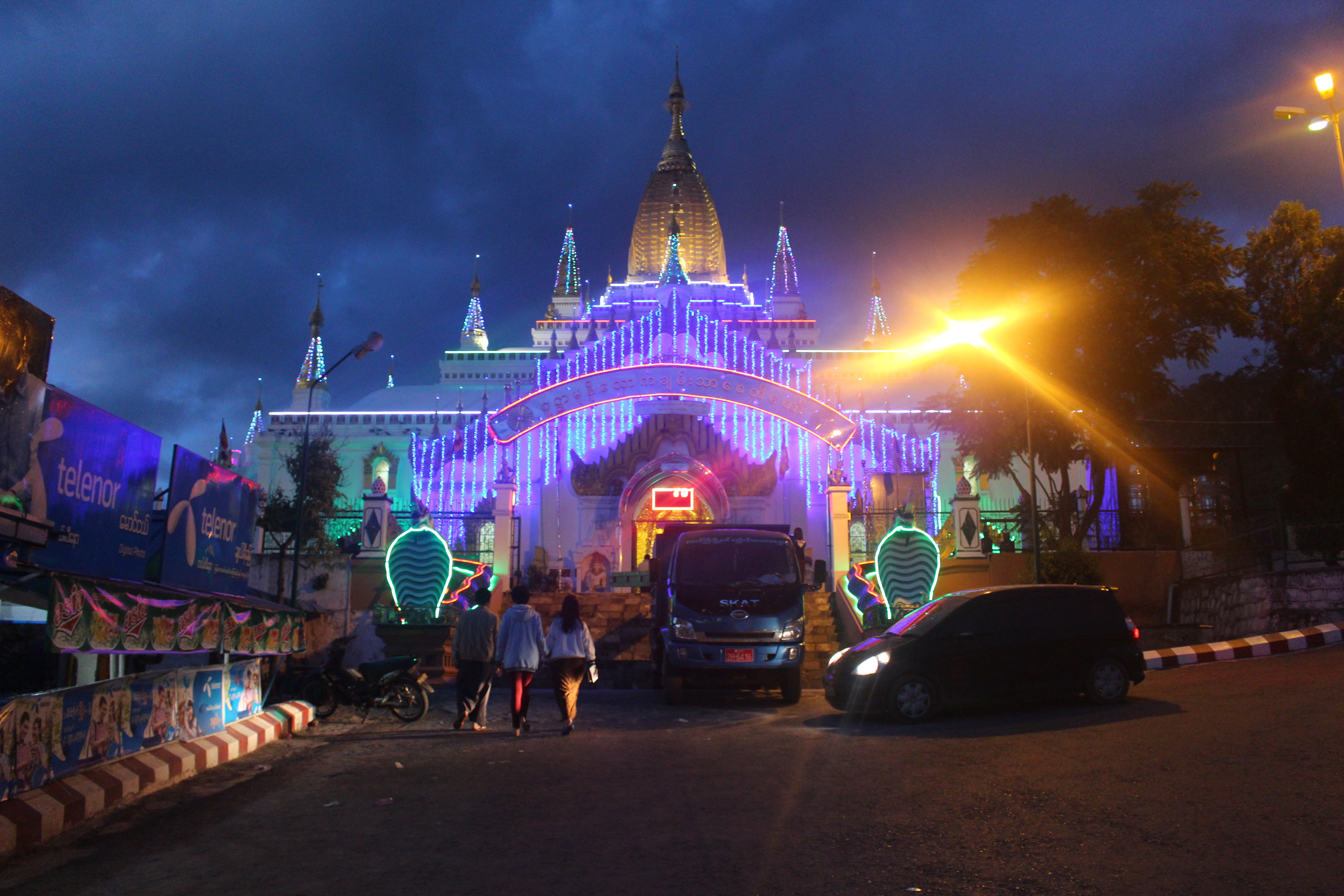
Sulamani Pagoda at night
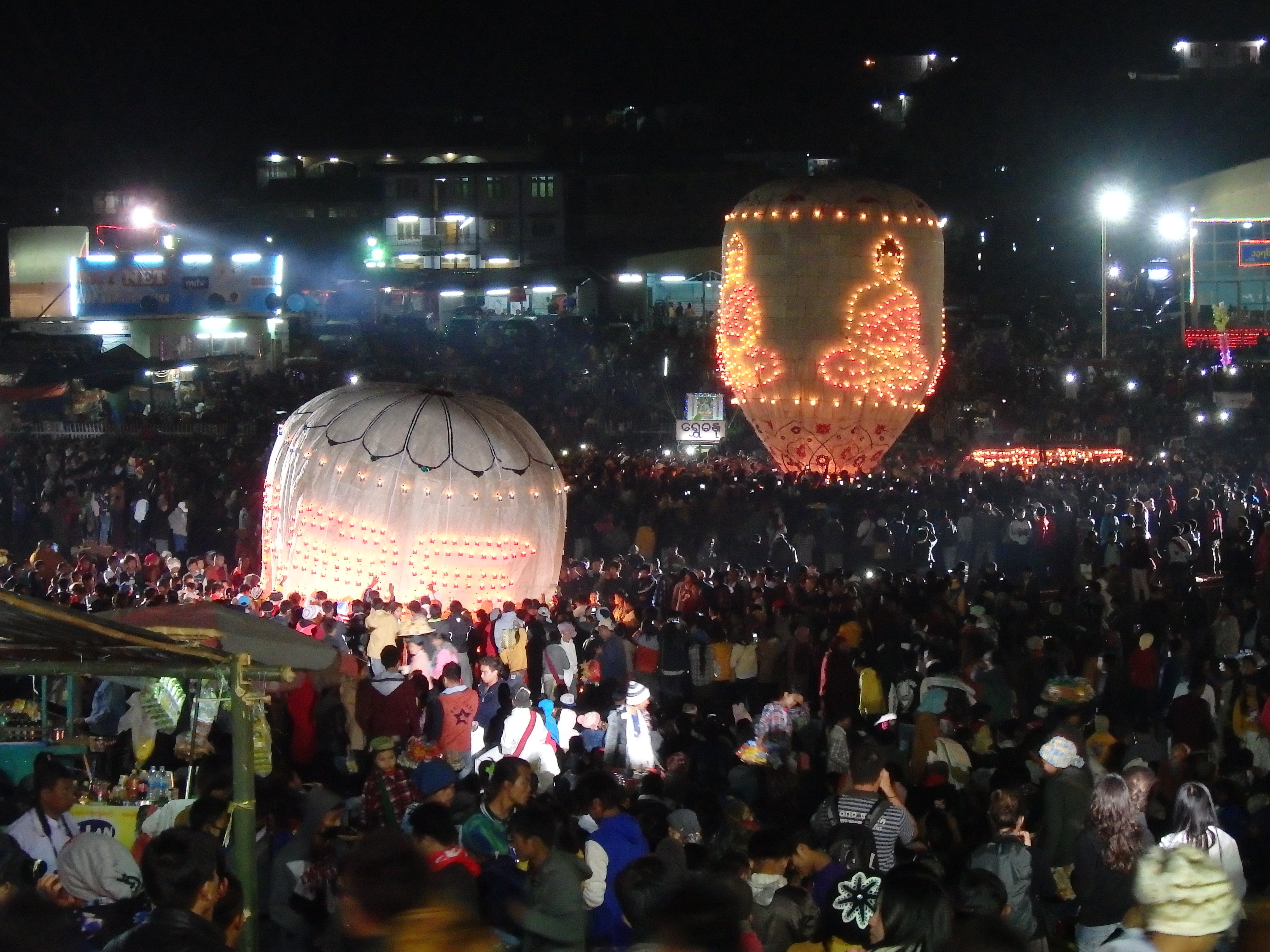
Hot air balloon Festival
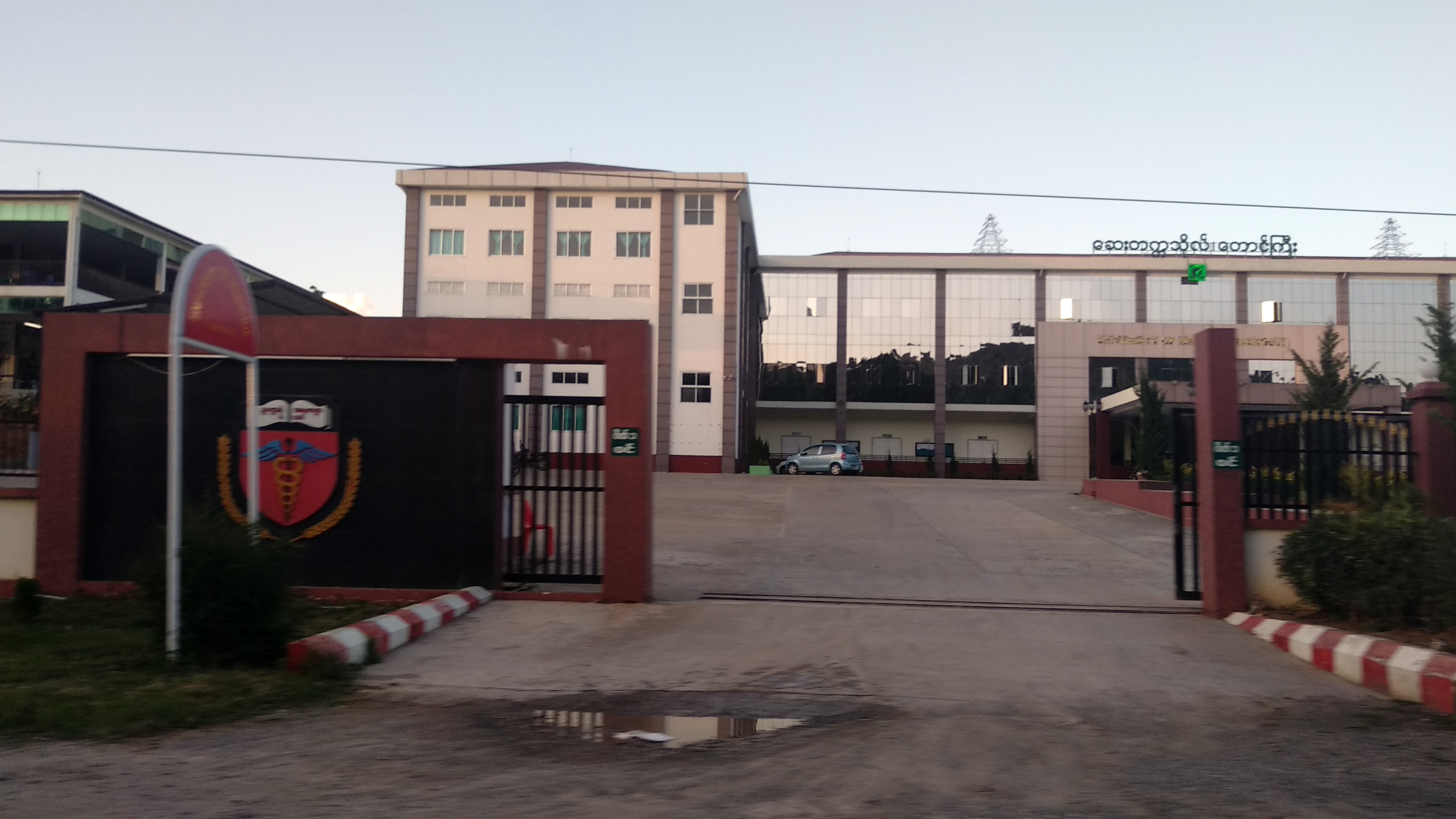
University of Medicine, Taunggyi
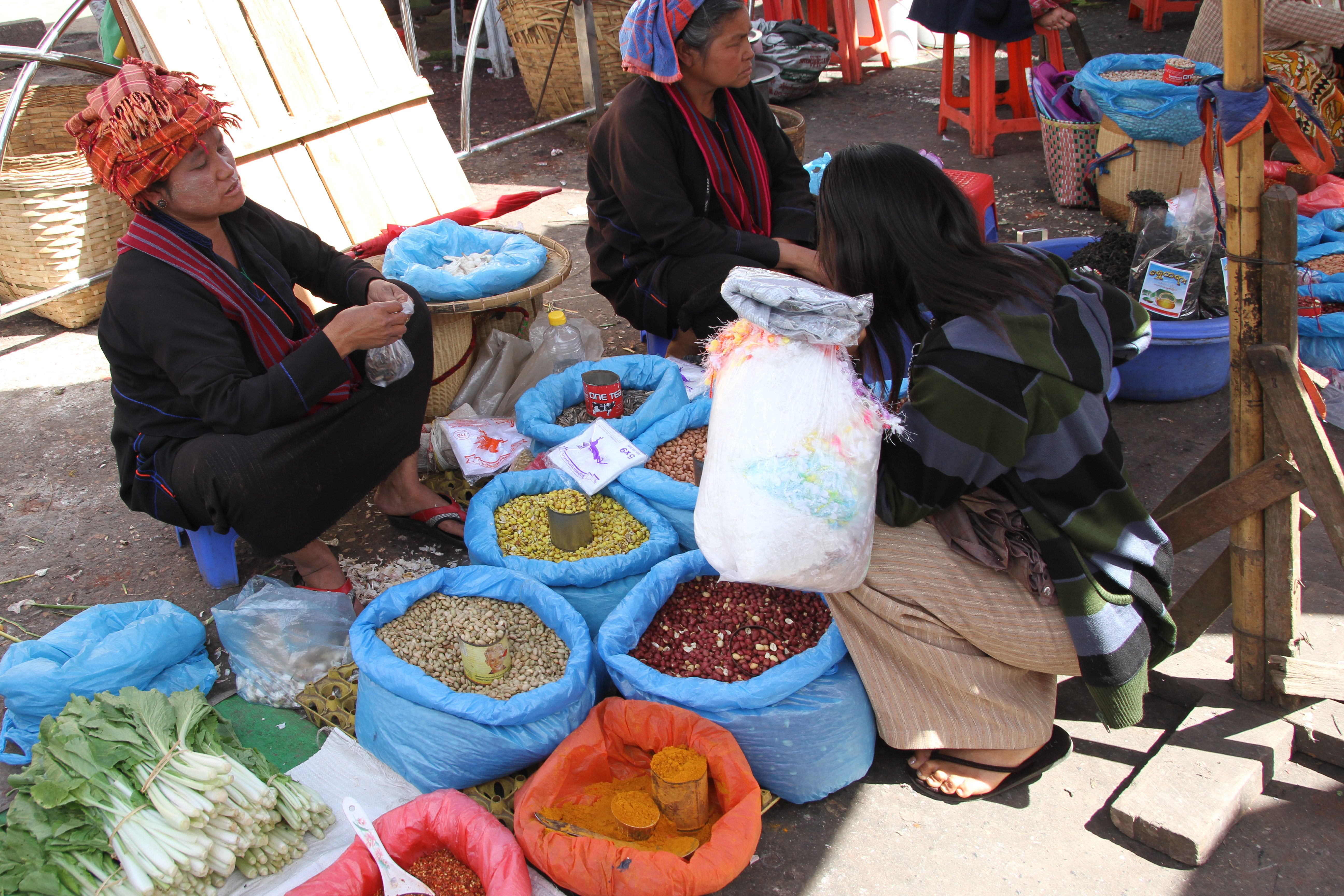
Myoma Market